# Virgil Fleischmann
Virgil Fleischmann OSB (* 13. Juni 1783 in Braunau am Inn als Joseph Anton Fleischmann; † 14. Mai 1863 im Stift Göttweig) war ein österreichischer Ordenspriester, Kirchenmusiker und Komponist.

## Leben
Virgil Fleischmann besuchte das Akademische Gymnasium Salzburg und die Universität Salzburg. Er erhielt seine musikalische Ausbildung als Kapellknabe bei Michael Haydn, dem Bruder von Joseph Haydn und Johann Evangelist Haydn.
Am 28. Oktober 1804 trat er in das Benediktinerstift Göttweig ein. Sein Ordensgelübde legt er am 14. Juni 1807 ab, und er feierte am 25. September 1808 seine Primiz; anschließend war er als Seelsorger tätig. Er war als Pfarrprovisor in der Stiftspfarre Furth tätig. Nach seiner Kaplanstätigkeit in zwei anderen Pfarren wurde er 1811 in das Stift Göttweig zurückberufen, um das Amt des Chorregenten zu übernehmen. Nach seinem Amtsantritt erweiterte er dann das musikalische Repertoire wesentlich und nahm Werke von Wolfgang Amadeus Mozart und Michael Haydn auf und schrieb den ältesten erhaltenen Göttweiger Musikkatalog. 1813 wurde er Regens Chori.
1821 ging er als Pfarrer nach Purk im Dekanat Spitz, dort entstanden auch die meisten seiner Kompositionen. In den Jahren 1833 und 1844 übernahm er noch andere Stiftspfarren, verbrachte aber seine letzten fünf Lebensjahre wieder in Göttweig.

## Werke
- Virgil Fleischmann komponierte drei Messen, darunter Missa Solemnis in Honorem Beati Altmanni, ein Requiem und zahlreiche kleinere Kirchenkompositionen.